# Cohasset (Minnesota)
Cohasset ist eine Kleinstadt (mit dem Status „City“) im Itasca County im US-amerikanischen Bundesstaat Minnesota. Das U.S. Census Bureau hat bei der Volkszählung 2020 eine Einwohnerzahl von 2.689 ermittelt.

## Geografie
Cohasset liegt im Norden von Minnesota am oberen Mississippi. Die Stadt liegt auf 47°15′07″ nördlicher Breite und 93°37′25″ westlicher Länge. Sie erstreckt sich über 91,40 km², die sich auf 69,44 km² Land- und 21,96 km² Wasserfläche verteilen.
Benachbarte Orte von Cohasset sind Deer River (15,3 km nordwestlich), Coleraine (18,4 km östlich) und Grand Rapids (an der südöstlichen Stadtgrenze).
Die nächstgelegenen größeren Städte sind Fargo in North Dakota (273 km westlich), Winnipeg in der kanadischen Provinz Manitoba (466 km nordwestlich), Duluth am Oberen See (142 km südöstlich) und Minneapolis (294 km südlich).
Die Grenze zu Kanada befindet sich 182 km nördlich.

## Verkehr
In Nordwest-Südost-Richtung führt der U.S. Highway 2 als Hauptstraße durch Cohasset. Die westliche Stadtgrenze wird von der Minnesota State Route 6 gebildet. Alle weiteren Straßen sind untergeordnete und teils unbefestigte Fahrwege sowie innerörtliche Verbindungsstraßen.
Parallel zum US 2 verläuft eine Eisenbahnlinie der BNSF Railway, der zweitgrößten Eisenbahngesellschaft des Landes.
Mit dem Grand Rapids – Itasca County Airport befindet sich 11,5 km südöstlich ein Regionalflugplatz. Die nächsten Großflughäfen sind der Hector International Airport in Fargo (283 km westlich), der Winnipeg James Armstrong Richardson International Airport (474 km nordwestlich) und der Minneapolis-Saint Paul International Airport (317 km südlich).

## Demografische Daten
Nach der Volkszählung im Jahr 2010 lebten in Cohasset 2698 Menschen in 1067 Haushalten. Die Bevölkerungsdichte betrug 38,9 Einwohner pro Quadratkilometer. In den 1067 Haushalten lebten statistisch je 2,52 Personen.
Ethnisch betrachtet setzte sich die Bevölkerung zusammen aus 94,9 Prozent Weißen, 0,1 Prozent Afroamerikanern, 2,0 Prozent amerikanischen Ureinwohnern, 0,4 Prozent Asiaten sowie 0,1 Prozent aus anderen ethnischen Gruppen; 2,5 Prozent stammten von zwei oder mehr Ethnien ab. Unabhängig von der ethnischen Zugehörigkeit waren 0,6 Prozent der Bevölkerung spanischer oder lateinamerikanischer Abstammung.
23,2 Prozent der Bevölkerung waren unter 18 Jahre alt, 60,5 Prozent waren zwischen 18 und 64 und 16,3 Prozent waren 65 Jahre oder älter. 49,7 Prozent der Bevölkerung war weiblich.

Das mittlere jährliche Einkommen eines Haushalts lag bei 64.400 USD. Das Pro-Kopf-Einkommen betrug 31.075 USD. 6,3 Prozent der Einwohner lebten unterhalb der Armutsgrenze.